# Reinwardtia
Reinwardtia es un género con quince especies de plantas con flores perteneciente a la familia Linaceae. Fue descrita por Barthélemy Charles Joseph Dumortier y  publicado en Commentationes Botanicae  19 en el año 1822.   Su especie tipo es Reinwardtia indica Dumort.

## Especies
| - Reinwardtia cicanoba - Reinwardtia elongata - Reinwardtia ferruginea - Reinwardtia glabra - Reinwardtia heterantha - Reinwardtia indica - Reinwardtia javanica | - Reinwardtia patens - Reinwardtia petiolata - Reinwardtia repens - Reinwardtia sericea - Reinwardtia sinensis - Reinwardtia tetragyna - Reinwardtia trigyna - Reinwardtia umbellata |